# Liberate the Unborn Inhumanity
Liberate the Unborn Inhumanity är det finländska melodisk death metal-bandet Mors Principium Ests åttonde studioalbum, utgivet i april 2022 på AFM Records och i Japan på Avalon. Det var bandets sista skivsläpp på AFM Records.
Albumet innehåller nyinspelningar av låtar från bandets tre första album samt de demoskivor som föregick dem. Skivan innebar gitarristerna Jarkko Kokkos och Jori Haukios återkomst till Mors Principium Est.
Två singlar släpptes: "Valley of Sacrifice, Pt. 1" och "The Lust Called Knowledge".

## Låtlista
1. "Cleansing Rain" (från Liberation = Termination) – 4:12
2. "Eternity's Child" (från Inhumanity) – 3:36
3. "The Unborn" (från The Unborn) – 3:48
4. "The Lust Called Knowledge" (från Inhumanity) – 4:31
5. "Valley of Sacrifice, Part 1" (från Valley of Sacrifice) – 6:09
6. "Finality" (från Liberation = Termination) – 3:21
7. "Two Steps Away" (från The Unborn) – 5:38
8. "Inhumanity" (från Inhumanity) – 2:48
9. "Pure" (från The Unborn) – 6:12
10. "The Animal Within" (från Liberation = Termination) – 3:18
11. "Life in Black" (från Inhumanity) – 3:31
12. "Fragile Flesh" (från The Unborn) – 4:02
13. "Valley of Sacrifice, Part 2" (från Valley of Sacrifice) – 5:37

## Medverkande
Musiker
- Ville Viljanen – sång
- Jarkko Kokko – gitarr
- Jori Haukio – gitarr, programmering
- Teemu Heinola – basgitarr
- Marko Tommila – trummor

Bidragande musiker
- Sara Lindroos – sång

Produktion
- Jarkko Kokko – inspelningstekniker
- Jori Haukio – inspelningstekniker
- Teemu Heinola – inspelningstekniker
- Thomas "Plec" Johansson – mixning, mastering
- Jan Yrlund – albumkonst, layout